# Outrepont
Outrepont is een gemeente in het Franse departement Marne (regio Grand Est) en telt 105 inwoners (2009). De plaats maakt deel uit van het arrondissement Vitry-le-François.

## Geografie
De oppervlakte van Outrepont bedraagt 3,7 km², de bevolkingsdichtheid is dus 28,4 inwoners per km².
De onderstaande kaart toont de ligging van Outrepont met de belangrijkste infrastructuur en aangrenzende gemeenten.

## Demografie
Onderstaande figuur toont het verloop van het inwonertal (bron: INSEE-tellingen).